# Tey Patera
La Tey Patera è una struttura geologica della superficie di Venere.